# 崔仁 (軍人)
崔 仁(チェ・イン)は朝鮮民主主義人民共和国の軍人。延安派に所属。中国名は王子仁。

## 経歴
1911年、平安北道に生まれる。
中央陸軍軍官学校洛陽分校を卒業後、1934年8月末頃に南京中央陸軍軍官学校第10期に入学。第1総隊歩兵大隊第4隊配属。1936年6月、卒業。中国軍に勤務。
日中戦争が勃発すると朝鮮義勇隊に加わり、第2区隊隊員として活動。1941年春、朝鮮義勇隊華北支隊第3隊長として順徳一帯で抗日運動。
1942年に朝鮮義勇隊が朝鮮義勇軍に改編され華北支隊第3隊長として晋冀魯豫辺区で抗日運動。 
1945年2月、朝鮮革命軍政学校第2区隊長。
第2次世界大戦終戦後は各地に分散した朝鮮義勇軍の隊員を率いて中国東北に進出し、朝鮮義勇軍第1支隊副支隊長。 
1946年2月、東北民主連軍李紅光支隊副支隊長。支隊長の金雄が帰国すると、後任として支隊長に就任。同年12月に李紅光支隊が独立第4師に改編されると師長に就任。
1948年、北朝鮮に帰国。最高人民会議第1期代議員。同年9月、民族保衛省副総参謀長（少将）。
1950年6月、第2軍団参謀長。朝鮮戦争緒戦の春川攻略が計画通りに進まなかったため、召還される。崔春国が戦死すると第12師団長に就任。1950年9月、第2軍団長。後に朝鮮人民軍の再編を担当する後方司令部（司令官：崔庸健）参謀長。
1951年、総司令部副総参謀長。
1952年5月、機械化司令部参謀長。 
1954年7月、民主青年同盟中央委員会体育指導部長。 
1960年、内閣情報局長。